# 高森奈津美
高森奈津美（日语：／ Takamori Natsumi，1987年2月14日—）是日本女性聲優。隸屬於Raccoon Dog。山梨縣出生。

## 人物
Pro-Fit聲優養成所10期生出身。2009年10月畢業。聲優出道作為《白色相簿》的櫻團。
中學時在讀漫畫給妹妹聽的時候，覺得「用聲音詮釋角色很有趣」，並開始決定成為聲優。
甲府市立甲府商業高等學校畢業。就讀高中時曾加入羽球社，並有在2004年的全國高等學校綜合體育大會出場的經驗。

## 主要演出作品
※粗體字為主要角色。

### 電視動畫
2009年
- 白色相簿（櫻團）

2010年
- 寶石寵物 Twinkle☆（櫻明）
- 傳說的勇者的傳說（レミル・ノールズ）
- FORTUNE ARTERIAL 紅色約定（孝平幼少期、女學生）
- 超元氣3姊妹（樋川、中村かずや、女A、高橋）
- 夢色蛋糕師SP Professional（子供）

2011年
- 天魔黑兔（鐵唯香）
- 灼眼的夏娜III（“應化的伎藝”布麗姬）
- SKET DANCE（美咲）
- 死囚樂園（橙火花）
- 日常（大胡、エミ、鵜飼真美）
- 妖怪少爺～千年魔京～（式神、女）
- 天才黃金腦～神之謎（園兒）
- 女神異聞錄4
- 魔劍姬！（雨渡穰華）
- 食夢者瑪莉（星野鳴）

2012年
- Another（見崎鳴）
- 一起一起這裡那裡（崎守咲）
- 銀魂'（女人）
- 極樂女子宿舍（土呂小夏）
- 零之使魔F（ジャネット）
- 偵探歌劇 少女福爾摩斯 第2幕（女子生徒）
- 惡魔高校D×D（蒼那·西迪）
- 猛烈宇宙海賊（莎夏·史戴普、小孩）
- AKB0048（瑞穗）
- 星光少女 Dear My Future（深山玲奈）
- TARI TARI（片江利佳）
- 槍械少女（女子D）
- 櫻花莊的寵物女孩（上井草美咲）
- 輪迴的拉格朗日（三木麗子）
- 織田信奈的野望（真柄直澄）
- 最強學生會長 異常（坂之上替）
- PSYCHO-PASS（コミッサちゃん）
- 夢想夏鄉 -A Summer Day's Dream-（蓬萊山輝夜）

2013年
- AKB0048 next stage（瑞穗）
- Q弟偵探因幡（母山羊、因幡洋〈幼年〉、狼女）
- 銀魂'（志村新八〈幼年〉）
- 初音島III
- LoveLive!（中學生、學生會B）
- 寶石寵物 Happiness（綾美）
- 新薔薇少女（齊藤）
- 惡魔高校D×D NEW（蒼那·西迪）
- Walkure Romanze 少女騎士物語（女學生A）

2014年
- 魔劍姬！通（雨渡穰華）
- LoveLive!第二季（秋葉原記者）
- 修業魔女璐璐萌（哈璐莉莉、MC）
- 月刊少女野崎同學（女學生）
- 三坪房間的侵略者！？（黑暗深紅）
- 火星異種「阿聶克斯1號篇」（阿德魯夫〈少年時代〉）
- 電器街的漫畫店（小日）
- 甘城輝煌樂園救世主（伴藤美衣乃）

2015年
- 偶像大師 灰姑娘女孩（前川未來）
- 晨曦公主（由璃）
- JoJo的奇妙冒險 星塵鬥士（空條承太郎（小孩化））
- 惡魔高校D×D BorN（蒼那·西迪）
- 摸索吧！部活劇 Spinoff 和噗嚕噗嚕夏露姆遊玩吧（圓城寺結衣）
- 放學後的昴星團（昴琉）
- 受讚頌者 虛偽的假面（美琉樹）

2016年
- 蒼之彼方的四重奏（乾沙希、島上的小孩）
- 鬼斬（石子、梅菲斯特）
- 田中君總是如此慵懶（宮野）
- 高校艦隊（柳原麻侖）
- 烙印勇士（妮娜）
- LoveLive! Sunshine!!（秋葉原記者）
- orange橘色奇蹟（村坂梓）
- D.Gray-man HALLOW（芙）
- 無畏魔女（妮卡·愛德華汀·卡塔雅南）

2017年
- 南鎌倉高校女子自行車社（神倉冬音）
- 偶像大師 灰姑娘女孩劇場（前川未來）
- 雛邏輯～來自幸運邏輯～（京橋萬博[3]）
- 野良與皇女與流浪貓之心（帕特莉西亞·歐布·恩德）
- LoveLive! Sunshine!! 第2期（秋葉原記者）
- 動畫同好會（大崎菖蒲）
- 如果有妹妹就好了。（三田洞彩音）

2018年
- 伊藤潤二驚選集（友香）
- 皇帝聖印戰記（普莉希拉）
- ALICE OR ALICE～妹控哥哥與雙胞胎妹妹～（瑪可）
- 棒球大聯盟2nd（茂野泉美、高橋、谷川老鷹隊選手A）
- 最終休止符 -無止境的螺旋物語-（姆露、萌黃）
- 春原莊的管理員小姐（雪本柚子[4]）

2019年
- 五等分的新娘（上杉瀨葉[5]）
- 動物朋友2（叉角羚羊）
- 從指尖開始真誠的熱情-青梅竹馬是消防員-（藤橋涼[6]） - 通常版
- BEM（凱蒂）
- 碧藍幻想 The Animation Season 2（阿莉莎）
- 碧藍航線（夕立、Z1）

2020年
- 〈Infinite Dendrogram〉-無盡連鎖-（貝黑摩特／獸王）
- 異種族風俗娘評鑑指南（提亞布蕾特[7]）
- 棒球大聯盟2nd 第2期（茂野泉）
- 弩級戰隊HXEROS（若草萌萎）
- 元氣魔法光之美少女（高美翼）

2021年
- 回復術士的重啟人生（夏娃）
- 五等分的新娘∬（上杉瀨葉）
- ワールドウィッチーズ発進しますっ！（妮卡·愛德華汀·卡塔雅南）
- 從指尖開始真誠的熱情2-戀人是消防員-（藤橋涼） - 通常版
- Love Live! Superstar!!（澀谷記者）
- 神奇柑仔店（今寺雛子）

2022年
- 終末的後宮（黑田·蕾茵·千冬）
- Tropical-Rouge！光之美少女（米米）
- 超異域公主連結 Re:Dive Season 2（香織[8]）
- Delicious Party ♡ 光之美少女（米米[9]、米庫斯一世）
- 東京喵喵NEW（三葉）
- Love Live! Superstar!!（第2期）（澀谷記者）
- 受讚頌者 二人的白皇（美琉樹）
- BLEACH 千年血戰篇（箸原蓮花）

2023年
- AI電子基因（薰[10]）
- 英雄教室（杜[11]）
- 星靈感應（笑原老師[12]）

2025年
- 光之美少女偶像與你（紫雨心／心跳天使[13]）
- Summer Pockets（空門蒼[14]、空門藍）

### OVA
2013年
- 寶石寵物 Twinkle☆特別篇（櫻明）
- 科學化學症候群（緋月綾奈）
- Rescue ME!（篁結花）

2017年
- 高校艦隊（柳原麻侖）

### 動畫電影
2009年
- 8月的交響曲 - 澀谷2002〜2003

2012年
- 強襲魔女 劇場版（妮卡·愛德華汀·卡塔雅南）

2013年
- 聖☆哥傳（女高中生A）
- 劇場版魔法禁書目錄：安迪米昂的奇蹟（廣播）

2014年
- 猛烈宇宙海賊 ABYSS OF HYPERSPACE -超空間的深淵-（莎夏·史戴普）
- 劇場版 星光少女 群星閃耀 星光☆十強（深山玲奈）
- 女神異聞錄3 THE MOVIE #2 Midsummer Knight's Dream（女僕B）

2015年
- 心理測量者劇場版（珂美莎）
- Code Geass 亡國的阿基德 第3章「輝煌之物從天墮下」（莎菈·丁斯）
- LoveLive! 學園偶像電影（秋葉原記者）
- 少女與戰車 劇場版（薔薇果[15]）

2016年
- orange -未來-（村坂梓）
- 千惠理和大櫻桃（千惠理）[16]

2025年
- 電影光之美少女偶像與你♪（紫雨心／心跳天使[17]）

### 網路動畫
2011年
- 放學後的昴星團（昴琉）

2017年
- 偶像大師 灰姑娘女孩劇場 週二灰姑娘劇場（前川未來）

2021年
- 偶像大師 灰姑娘女孩劇場 Extra Stage（前川未來）

2023年
- 伊藤潤二狂熱：日本恐怖故事（栗子[18]）

### 遊戲
2009年
- GRANDIA ONLINE（米莉亞）

2010年
- WHITE ALBUM（信子）

2011年
- 聖騎戰史
- Weiß Schwarz Portable（西田韋子）

2012年
- 偶像大師 灰姑娘女孩（前川未來）

2013年
- 月英學園 -kou-
- 學☆王 -THE ROYAL SEVEN STARS- +METEOR（近衛光莉）
- 櫻花莊的寵物女孩（上井草美咲）

2014年
- 戀Q部！（歌野佳織）
- 零～濡鴉之巫女～（白菊、片品紡）
- 惡魔高校D×D NEW FIGHT（蒼那·西迪）
- 碧藍幻想（アリーザ、前川未來）

2015年
- 偶像大師 灰姑娘女孩 星光舞台（前川未來）
- Princess Connect！（喜屋武香織）
- 傳頌之物 虛偽的假面（美琉樹）
- 追尋者傳說（アビー）[19]

2016年
- Lilycle Rainbow Stage!!!（瀨川彩愛）
- 蒼之彼方的四重奏（乾沙希）
- 傳頌之物 兩人的白皇（美琉樹）
- 伊蘇VIII 丹娜的隕涕日（蘭可莎·馮·羅斯威爾）

2017年
- 櫻花裁決 斬（遠山櫻[20]）
- 野良與皇女與流浪貓之心（帕特莉西亞·歐布·恩德[21]）
- 千之刃濤、桃花染之皇姬（椎葉古杜音[22]）
- 碧藍航線（Z1、夕立）

2018年
- Princess Connect！Re:Dive（香織[23]）
- Summer Pockets（空門蒼[24]）
- 天華百劍-斬-（虎御前太刀）

2019年
- 野良與皇女與流浪貓之心2（帕特莉西亞·歐布·恩德[25]）

2020年
- 守望傳說（未來騎士、女騎士(日版)[26]）

2022年
- 新楓之谷（聖魂劍士（女））

2023年
- 重返未來：1999（維爾汀）
- ONE.（上月澪）

2024年
- 聖女不死心 ～不受歡迎形單影隻的死靈法師轉生成為聖女，努力結交新的朋友～（安娜斯塔西婭·克勞迪斯·埃莉娜加登·范·加蘭迪亞[27]）

2025年
- 原神（爱诺）

### 廣播
- あまたつ!（超!A&G+：2010年10月6日 - 2011年3月30日）
- A&G NEXT GENERATION Lady Go!!（至2011年3月星期五主持・2011年4月開始星期四主持、超!A&G+：2010年10月8日 - ）
- ラグナロク〜光と闇の皇女〜全力応援!ラジヒカ（2011年8月27日 - 2011年11月25日）

### 廣播劇CD
- アニコイ〜ANIme mitaina KOI shitai!〜（女生徒）
- 我女友與青梅竹馬的慘烈修羅場 vol.2（赤野）
- 奈奈與薰的SM日記（館涼子）
- Little Stories（全部角色）
- 伊王野女王狂熱的愛情（亞瑪·諾維拉·瓦倫緹亞諾茲）
- 樱子的高校生活（一之宮撫子）
- 非正式時光（八木未來）
- 我家的女僕小姐  廣播劇CD（橘梨乃）

### 電視節目
- 動畫TV（TOKYO MX等：2011年2月19日、2012年1月12日放送回來賓）

## 外部連結
- （日語）Pro-Fit的人物介紹頁面 （页面存档备份，存于）
- （日語）高森奈津美的X（前Twitter）